# Strade provinciali di Marino
Il territorio del comune di Marino è attraversato da molte strade provinciali di competenza della città metropolitana di Roma, di cui le più importanti, in ordine numerico, sono:

## Strada provinciale 62/a Via Castel de Paolis
La strada provinciale 62/a via di Castel de' Paolis attraversa i territori di Grottaferrata e Ciampino ai confini del comune di Marino, interessando l'area di Colle Cimino e la località Castel de' Paolis.
La strada parte dalla Valle dei Morti in comune di Marino e sale bruscamente il crinale di Colle Cimino: in questa zona avvenne la storica battaglia di Marino del 1379, che vide contrapposti i mercenari italiani al soldo di papa Urbano VII contro quelli francesi al soldo dell'antipapa Clemente VII. Sulla sommità del colle, sul versante verso Marino, sono ancora visibili i ruderi di Castel de' Paolis, antica fortificazione medioevale appartenente ai monaci dell'abbazia di San Nilo in Grottaferrata ed edificata a sua volta su antiche sostruzione appartenenti ad una villa romana di proprietà probabilmente della famiglia patrizia degli Scriboni-Libones.

## Strada provinciale 73/a Via Castrimeniense
La Via Castrimeniense o Via Romana (oggi strada provinciale 73/a Via Romana) collega Marino alla Capitale.
Prende nome dall'antico abitato di Castrimoenium, un castrum romano che sorgeva in prossimità del più moderno abitato di Marino. In età antica su questa strada sorgeva la Villa di Voconio Pollione.
Nel Medioevo, con l'impaludamento della Via Appia nelle Paludi Pontine, la principale arteria di collegamento tra Roma e Napoli divenne proprio la Via Castrimeniense, che nel paese si collega con la Via Maremmana che a sua volta interseca la Via Anagnina presso Grottaferrata, la Via Tuscolana presso Frascati, e la Via Casilina a San Cesareo.
Poco prima di Pantanelle, sulla Via Castrimeniense sorse un castrum chiamato Maranum, citato in atti del XIII secolo, che dominava l'attuale Strada Provinciale della Pedemontana dei Castelli.
In età più recente, nel XVII secolo la famiglia Colonna feudataria del luogo si fece costruire una tenuta sulla Castrimeniense, poi passata alla famiglia Capri.
Nel 1784 Papa Pio VI fa riaprire la Via Appia, ponendo fine all'età d'oro della Via Castrimeniense.
L'attuale tracciato della strada, nel tratto da Marino Piazza Garibaldi a Pantanelle, ricalca in gran parte il percorso del tram a vapore che, partendo da Roma - Portonaccio, raggiungeva prima Ciampino e poi si arrampicava fino a Marino.
Questa linea ferroviaria, realizzata nella seconda metà del sec. XIX per sopperire all'insufficienza delle comunicazioni stradali nei Castelli Romani (in particolare Marino raggiungibile solo tramite una carrozzabile irta di curve e salite) ebbe brevissima vita, dal 1880 al 1889.
Con la costruzione della ferrovia Roma-Albano e della strada statale 217 Via dei Laghi, la Castrimeniense ha perduto buona parte della sua importanza rimanente.

## Strada provinciale 75/b Via Spinabella
La strada provinciale 75/b Via di Spinabella, lunga 4 chilometri è situata interamente nel territorio comunale di Marino. Collega il centro storico di Marino e la strada statale 217 Via dei Laghi alla strada statale 7 Via Appia e alle frazioni di Frattocchie e Due Santi.

## Strada provinciale 77/b Pedemontana dei Castelli
La strada provinciale 77/b Via Pedemontana dei Castelli, conosciuta anche come Via di Sassone, ricade oltre che a Marino, nei comuni di Ciampino e Grottaferrata, sempre nell'area dei Castelli romani.
Questa strada lunga 5 km è molto importante nel quadro viario della zona, tanto che era utilizzata fin dalla preistoria: l'attuale tracciato segue infatti quello della via di transumanza dall'Appennino al mar Tirreno, seguita dai più antichi pastori neolitici. Proprio lungo questa strada sorse l'antica città latina di Bovillae: secondo alcuni studiosi infatti, l'abitato originario di questa città era collocato in località Colle Licia nel comune di Marino, appunto lungo l'antica via di transumanza oggi via di Sassone, e poi si spostò a valle fino al sito della frazione di Frattocchie. Alla fine del XIX secolo alcuni scavi promossi dal Comune di Marino portarono alla luce resti di strutture antiche lungo la strada.
Attualmente, la strada garantisce la comunicazione tra la strada statale 7 Via Appia, la strada statale 217 Via dei Laghi e la strada statale 511 Anagnina, e costituisce un'importante via di comunicazione per i comuni di Marino e Grottaferrata.
Al chilometro 0 della strada sorge il convento dei Padri Trappisti di Frattocchie, noto per la rinomata produzione di cioccolata. Al chilometro 3 invece sorge, in comune di Ciampino, il complesso de "Il Carmelo", costituito da ostello per ritiri spirituali, centro sportivo e piscina olimpionica.
Il comune di Marino sta mettendo in opera il progetto di realizzare una "dorsale Frattocchie", una grande strada di collegamento tra la frazione di Frattocchie e il centro storico di Marino: questa strada dovrebbe ricalcare esattamente il tracciato di via di Sassone.

## Strada provinciale 89/a Viale della Repubblica
La strada provinciale 89/a Viale delle Repubblica, conosciuta generalmente con il semplice nome di Viale della Repubblica, è situata nella frazione Santa Maria delle Mole.
Questa strada è l'arteria principale della frazione, su cui prospettano le principali attività commerciali, la sede della II Circoscrizione e la chiesa della Natività di Maria Vergine.

## Strada provinciale 217 Via dei Laghi
È la denominazione attuale, in seguito alla sua declassificazione della strada statale 217 Via dei Laghi.